# Феофил (Горенковский)
Иеросхимонах Фео́фил (Фео́фил Ки́евский, в миру Фома́ Андре́евич Горенко́вский; 1788, Махновка, Киевская губерния — 28 октября (9 ноября) 1853, Киев) — святой Русской православной церкви, иеросхимонах Киево-Печерской лавры, подвижник XIX века, преподобный, юродивый.

## Жизнеописание
Родился в семье священника в местечке Махновка Киевской губернии (ныне с. Махновка Казатинского района Винницкой обл., Украина). Житие сообщает, что после своего рождения Фома не хотел есть материнское молоко, но не отказывался от постной пищи (разваренная репа и морковь). Это вызвало ужас у его суеверной матери и она трижды пыталась утопить ребёнка, но он чудесным образом был спасён. К семи годам Фома осиротел и стал скитальцем, что предопределило его будущее юродство.
Скитания по семьям родственников привели юного Фому в Киево-Братский монастырь, где он начал обучение в Академии. После смерти дяди, который помогал ему деньгами, Фома оставил обучение, стал пономарём сначала в Чигирине, потом в Обухове. Во время Отечественной войны 1812 года он вернулся в Братский монастырь и стал послушником.
- 11 (23) декабря 1821 года Фому постригают в монашество с именем Феодорит.
- 30 сентября (12 октября) 1822 года рукополагают в иеродиаконы.
- 6 (18) февраля 1827 года Феодорит становится иеромонахом.
- 9 (21) декабря 1834 года Феодорит принимает великую схиму с именем Феофил.

После этого он принимает на себя подвиг Христа ради юродства. Житие рассказывает о его даре пророчества и чудотворения. За советами и благословением к старцу обращались многие люди. Известно, что Феофил водрузил кресты на будущем месте устроения Спасо-Преображенской пустыни и Ионинского монастыря. Ему приписывают предсказание о возникновении женского Покровского монастыря на Глубочице (основан через 36 лет после его смерти великой княгиней Александрой Петровной).
Блаженный ездил на повозке, запряжённой бычком, который сам знал дорогу от Киево-Печерской Лавры до Китаевской пустыни и обратно.
Согласно Житию, несколько раз встречался с императором Николаем Павловичем, отказался его благословить, сказав, что придётся пройти через терние, а также предсказал неудачную Крымскую войну и кончину императора.
28 октября (9 ноября) 1853 года Феофил скончался в день памяти особо чтимой им великомученицы Параскевы В Житии есть упоминание о предсказании им своей смерти: «А я так думаю подавать к Царю небесному прошение о том, чтобы перезимовать эту зиму на земле, потому что Прасковья (так называл он св. мученицу Параскеву, к которой питал особенное уважение) не хочет рыть для меня зимою могилы».  Перед смертью он приготовил всё необходимое к своему погребению, зажёг в келии лампады, окадил её ладаном и велел одному из послушников ударить в колокол. Житие сообщает, что он скончался, произнеся евангельские слова Симеона Богоприимца: «Господи, в руце Твои передаю дух мой».

## Прославление
В 1993 году вместе с преподобными Досифеей, Парфением и Алексием, а также Христа ради юродивым Паисием Феофил был прославлен в лике местночтимых печерских святых. Память установлена 14 (27) июля (прославление) и 28 октября (10 ноября) — преставление.
В 2000 году был прославлен в лике святых Русской православной церковью заграницей.
Были обретены мощи святого, которые ранее находились в Свято-Троицком храме (тогда ещё приходском) на территории Китаевской пустыни, 24 февраля 2009 года были перенесены в монастырский храм Двенадцати апостолов. Там же находится и могила преподобного. В годы советской власти, когда территория монастыря была передана НИИ садоводства, место погребения иеросхимонаха Феофила сохранили известным из-за того, что на его месте стоял памятник.
1 апреля 2015 года по благословению Священного Синода Украинской Православной Церкви (журнал №15) во главе с Блаженнейшим Митрополитом Киевским и всея Украины Онуфрием было установлено празднование Собора Святых Винницкой земли, куда среди прочих 15 подвижников, жизнь и подвиг которых связаны с Виннитчиной, был причислен и Преподобный Феофил Киевский (Горенковский), Христа ради юродивый (+ 1853).

Дата празднования Собора Винницких Святых – 14 сентября (по новому стилю) в день начала индикта (церковного новолетия).
3 февраля 2016 года Архиерейский Собор Русской Православной Церкви благословил общецерковное почитание преподобного Феофила Киевского, Христа ради юродивого, включив его имя в месяцеслов Русской Православной Церкви
Многие фрагменты из жития Феофила легли в основу сценария фильма «Остров».